# Qualifications du championnat du monde masculin de volley-ball 2010
 (novembre 2018).
Les qualifications du championnat du monde de volley-ball masculin 2010 sont les matchs qui précèdent le championnat du monde. Ils ont permis de sélectionner 23 équipes, l'Italie étant automatiquement qualifiée en tant que pays organisateur. La répartition entre zones géographiques est la suivante : trois équipes pour l'Afrique, quatre pour l'Asie, cinq pour l'Amérique du Nord, trois pour l'Amérique du Sud et huit pour l'Europe. 

## Zone Afrique

### Deuxième tour
| Groupe A                                                             | Groupe B                                         |
| -------------------------------------------------------------------- | ------------------------------------------------ |
| Site : Echlef Algérie Maroc Nigeria République démocratique du Congo | Site : Maputo Mozambique Maurice Zimbabwe Malawi |

#### Groupe A
| No | Équipe  | Points | Matches | Matches | Points | Points | Points | Sets | Sets   | Sets  |
| No | Équipe  | Points | gagnés  | perdus  | pour   | contre | Ratio  | pour | contre | Ratio |
| -- | ------- | ------ | ------- | ------- | ------ | ------ | ------ | ---- | ------ | ----- |
| 1  | Algérie | 4      | 2       | 0       | 170    | 142    | 1.197  | 6    | 1      | 6.000 |
| 2  | Maroc   | 3      | 1       | 1       | 157    | 146    | 1.075  | 4    | 3      | 1.333 |
| 3  | Nigeria | 2      | 0       | 2       | 114    | 153    | 0.745  | 0    | 6      | 0,000 |

#### Groupe B
| No | Équipe     | Points | Matches | Matches | Points | Points | Points | Sets | Sets   | Sets  |
| No | Équipe     | Points | gagnés  | perdus  | pour   | contre | Ratio  | pour | contre | Ratio |
| -- | ---------- | ------ | ------- | ------- | ------ | ------ | ------ | ---- | ------ | ----- |
| 1  | Maurice    | 6      | 3       | 0       | 248    | 169    | 1.467  | 9    | 1      | 9.000 |
| 2  | Zimbabwe   | 5      | 2       | 1       | 244    | 200    | 1.220  | 7    | 3      | 2.333 |
| 3  | Mozambique | 4      | 1       | 2       | 207    | 217    | 0.954  | 3    | 7      | 0.429 |
| 4  | Malawi     | 3      | 0       | 3       | 135    | 248    | 0.544  | 1    | 9      | 0.111 |

### Troisième tour
| Groupe C                                                                  | Groupe D                                                                   | Groupe E                                                                             |
| ------------------------------------------------------------------------- | -------------------------------------------------------------------------- | ------------------------------------------------------------------------------------ |
| Site : Le Caire Égypte Botswana Maroc (2e groupe A) Nigeria (3e groupe A) | Site : Tunis Tunisie Kenya Algérie (1er groupe A) Mozambique (3e groupe B) | Site : Yaoundé Cameroun Afrique du Sud Maurice (1er groupe B) Zimbabwe (2e groupe B) |

#### Groupe C
| No | Équipe   | Points | Matches | Matches | Points | Points | Points | Sets | Sets   | Sets  |
| No | Équipe   | Points | gagnés  | perdus  | pour   | contre | Ratio  | pour | contre | Ratio |
| -- | -------- | ------ | ------- | ------- | ------ | ------ | ------ | ---- | ------ | ----- |
| 1  | Égypte   | 6      | 3       | 0       | 225    | 140    | 1,607  | 9    | 0      | MAX   |
| 2  | Nigeria  | 5      | 2       | 1       | 225    | 231    | 0,974  | 6    | 5      | 1,200 |
| 3  | Maroc    | 4      | 1       | 2       | 260    | 271    | 0,959  | 5    | 8      | 0,625 |
| 4  | Botswana | 3      | 0       | 3       | 190    | 258    | 0,736  | 2    | 9      | 0,222 |

L'Égypte est qualifiée pour la phase finale du Championnat du Monde 2010 en Italie.

#### Groupe D
| No | Équipe     | Points | Matches | Matches | Points | Points | Points | Sets | Sets   | Sets  |
| No | Équipe     | Points | gagnés  | perdus  | pour   | contre | Ratio  | pour | contre | Ratio |
| -- | ---------- | ------ | ------- | ------- | ------ | ------ | ------ | ---- | ------ | ----- |
| 1  | Tunisie    | 6      | 3       | 0       | 274    | 232    | 1,181  | 9    | 3      | 3,000 |
| 2  | Algérie    | 5      | 2       | 1       | 241    | 195    | 1,236  | 7    | 3      | 2,333 |
| 3  | Kenya      | 4      | 1       | 2       | 231    | 227    | 1,018  | 5    | 6      | 0,833 |
| 4  | Mozambique | 3      | 0       | 3       | 133    | 225    | 0,591  | 0    | 9      | MIN   |

La Tunisie est qualifiée pour la phase finale du Championnat du Monde 2010 en Italie.

#### Groupe E
| No | Équipe         | Points | Matches | Matches | Points | Points | Points | Sets | Sets   | Sets  |
| No | Équipe         | Points | gagnés  | perdus  | pour   | contre | Ratio  | pour | contre | Ratio |
| -- | -------------- | ------ | ------- | ------- | ------ | ------ | ------ | ---- | ------ | ----- |
| 1  | Cameroun       | 6      | 3       | 0       | 225    | 169    | 1,331  | 9    | 0      | MAX   |
| 2  | Afrique du Sud | 5      | 2       | 1       | 245    | 217    | 1,129  | 6    | 5      | 1,200 |
| 3  | Maurice        | 4      | 1       | 2       | 255    | 275    | 0,927  | 5    | 7      | 0,714 |
| 4  | Zimbabwe       | 3      | 0       | 3       | 188    | 252    | 0,746  | 1    | 9      | 0,111 |

Le Cameroun est qualifié pour la phase finale du Championnat du Monde 2010 en Italie.

### Équipes qualifiées
- 1er groupe C :  Égypte
- 1er groupe D :  Tunisie
- 1er groupe E :  Cameroun

## Zone Asie

### Premier tour
| Groupe A                                             | Groupe B                                            | Groupe C                                                                  |
| ---------------------------------------------------- | --------------------------------------------------- | ------------------------------------------------------------------------- |
| Site : Wellington Tonga Samoa Fidji Nouvelle-Zélande | Site : Islamabad Maldives Macao Pakistan Bangladesh | Site : Mascate Qatar Émirats arabes unis Ouzbékistan Oman Arabie saoudite |

#### Groupe A
| No | Équipe           | Points | Matches | Matches | Points | Points | Points | Sets | Sets   | Sets  |
| No | Équipe           | Points | gagnés  | perdus  | pour   | contre | Ratio  | pour | contre | Ratio |
| -- | ---------------- | ------ | ------- | ------- | ------ | ------ | ------ | ---- | ------ | ----- |
| 1  | Tonga            | 5      | 2       | 1       | 251    | 228    | 1.101  | 7    | 3      | 2.333 |
| 2  | Nouvelle-Zélande | 5      | 2       | 1       | 294    | 268    | 1.097  | 8    | 4      | 2.000 |
| 3  | Samoa            | 5      | 2       | 1       | 254    | 258    | 0.984  | 6    | 5      | 1.200 |
| 4  | Fidji            | 3      | 0       | 3       | 182    | 227    | 0.802  | 0    | 9      | 0,000 |

#### Groupe B
| No | Équipe     | Points | Matches | Matches | Points | Points | Points | Sets | Sets   | Sets  |
| No | Équipe     | Points | gagnés  | perdus  | pour   | contre | Ratio  | pour | contre | Ratio |
| -- | ---------- | ------ | ------- | ------- | ------ | ------ | ------ | ---- | ------ | ----- |
| 1  | Pakistan   | 6      | 3       | 0       | 225    | 123    | 1.829  | 9    | 0      | MAX   |
| 2  | Bangladesh | 5      | 2       | 1       | 221    | 201    | 1.100  | 6    | 4      | 1.500 |
| 3  | Maldives   | 4      | 1       | 2       | 192    | 233    | 0.824  | 3    | 7      | 0.429 |
| 4  | Macao      | 3      | 0       | 3       | 187    | 268    | 0.698  | 2    | 9      | 0.222 |

#### Groupe C
| No | Équipe              | Points | Matches | Matches | Points | Points | Points | Sets | Sets   | Sets  |
| No | Équipe              | Points | gagnés  | perdus  | pour   | contre | Ratio  | pour | contre | Ratio |
| -- | ------------------- | ------ | ------- | ------- | ------ | ------ | ------ | ---- | ------ | ----- |
| 1  | Qatar               | 4      | 2       | 0       | 175    | 145    | 1.207  | 6    | 1      | 6.000 |
| 2  | Oman                | 3      | 1       | 1       | 206    | 205    | 1.005  | 4    | 5      | 0.800 |
| 3  | Émirats arabes unis | 2      | 0       | 2       | 158    | 189    | 0.836  | 2    | 6      | 0.333 |

### Deuxième tour
| Groupe D                                                            | Groupe E                                                                               | Groupe F                                                                               |
| ------------------------------------------------------------------- | -------------------------------------------------------------------------------------- | -------------------------------------------------------------------------------------- |
| Site : Téhéran Iran Inde Pakistan (1er groupe B) Oman (2e groupe C) | Site : Nakhon Pathom Thaïlande Indonésie Qatar (1er groupe C) Bangladesh (2e groupe B) | Site : Taipei Kazakhstan Taïwan Tonga (1er groupe A) Émirats arabes unis (3e groupe C) |

#### Groupe D
| No | Équipe   | Points | Matches | Matches | Points | Points | Points | Sets | Sets   | Sets  |
| No | Équipe   | Points | gagnés  | perdus  | pour   | contre | Ratio  | pour | contre | Ratio |
| -- | -------- | ------ | ------- | ------- | ------ | ------ | ------ | ---- | ------ | ----- |
| 1  | Iran     | 6      | 3       | 0       | 249    | 204    | 1.221  | 9    | 1      | 9.000 |
| 2  | Inde     | 5      | 2       | 1       | 288    | 283    | 1.018  | 7    | 6      | 1.167 |
| 3  | Pakistan | 4      | 1       | 2       | 278    | 297    | 0.936  | 5    | 8      | 0.625 |
| 4  | Oman     | 3      | 0       | 3       | 258    | 289    | 0.893  | 3    | 9      | 0.333 |

#### Groupe E
| No | Équipe     | Points | Matches | Matches | Points | Points | Points | Sets | Sets   | Sets  |
| No | Équipe     | Points | gagnés  | perdus  | pour   | contre | Ratio  | pour | contre | Ratio |
| -- | ---------- | ------ | ------- | ------- | ------ | ------ | ------ | ---- | ------ | ----- |
| 1  | Thaïlande  | 6      | 3       | 0       | 284    | 248    | 1.145  | 9    | 3      | 3.000 |
| 2  | Indonésie  | 5      | 2       | 1       | 283    | 253    | 1.119  | 8    | 4      | 2.000 |
| 3  | Qatar      | 4      | 1       | 2       | 261    | 255    | 1.024  | 5    | 6      | 0.833 |
| 4  | Bangladesh | 3      | 0       | 3       | 153    | 225    | 0.680  | 0    | 9      | 0.000 |

#### Groupe F
| No | Équipe              | Points | Matches | Matches | Points | Points | Points | Sets | Sets   | Sets  |
| No | Équipe              | Points | gagnés  | perdus  | pour   | contre | Ratio  | pour | contre | Ratio |
| -- | ------------------- | ------ | ------- | ------- | ------ | ------ | ------ | ---- | ------ | ----- |
| 1  | Kazakhstan          | 6      | 3       | 0       | 230    | 173    | 1.329  | 9    | 0      | MAX   |
| 2  | Taïwan              | 5      | 2       | 1       | 225    | 189    | 1.190  | 6    | 3      | 2.000 |
| 3  | Émirats arabes unis | 4      | 1       | 2       | 205    | 237    | 0.865  | 3    | 7      | 0.429 |
| 4  | Tonga               | 3      | 0       | 3       | 192    | 253    | 0.759  | 1    | 9      | 0.111 |

### Troisième tour
| Groupe G                                                                   | Groupe H                                                                       |
| -------------------------------------------------------------------------- | ------------------------------------------------------------------------------ |
| Site : Chengdu Australie Chine Thaïlande (1er groupe E) Inde (2e groupe D) | Site : Komaki Japon Corée du Sud Iran (1er groupe D) Kazakhstan (1er groupe F) |

#### Groupe G
| No | Équipe    | Points | Matches | Matches | Points | Points | Points | Sets | Sets   | Sets  |
| No | Équipe    | Points | gagnés  | perdus  | pour   | contre | Ratio  | pour | contre | Ratio |
| -- | --------- | ------ | ------- | ------- | ------ | ------ | ------ | ---- | ------ | ----- |
| 1  | Chine     | 6      | 3       | 0       | 247    | 196    | 1,260  | 9    | 1      | 9,000 |
| 2  | Australie | 5      | 2       | 1       | 242    | 212    | 1,142  | 7    | 3      | 2,333 |
| 3  | Inde      | 4      | 1       | 2       | 179    | 211    | 0,848  | 3    | 6      | 0,500 |
| 4  | Thaïlande | 3      | 0       | 3       | 176    | 225    | 0,782  | 0    | 9      | MIN   |

La Chine et l'Australie sont qualifiées pour la phase finale du Championnat du Monde 2010 en Italie.

#### Groupe H
| No | Équipe       | Points | Matches | Matches | Points | Points | Points | Sets | Sets   | Sets  |
| No | Équipe       | Points | gagnés  | perdus  | pour   | contre | Ratio  | pour | contre | Ratio |
| -- | ------------ | ------ | ------- | ------- | ------ | ------ | ------ | ---- | ------ | ----- |
| 1  | Japon        | 6      | 3       | 0       | 264    | 224    | 1,179  | 9    | 2      | 4,500 |
| 2  | Iran         | 5      | 2       | 1       | 281    | 271    | 1,037  | 7    | 6      | 1,167 |
| 3  | Corée du Sud | 4      | 1       | 2       | 268    | 267    | 1,004  | 5    | 8      | 0,625 |
| 4  | Kazakhstan   | 3      | 0       | 3       | 245    | 296    | 0,828  | 4    | 9      | 0,444 |

Le Japon et l'Iran sont qualifiés pour la phase finale du Championnat du Monde 2010 en Italie.

### Équipes qualifiées
- 1er groupe G :  Chine
- 1er groupe H :  Australie
- 2e groupe G :  Japon
- 2e groupe H :  Iran

## Zone NORCECA

### Premier tour
| Groupe A                                                                                  | Groupe B |
| ----------------------------------------------------------------------------------------- | --- |
| Site : Gros-Islet Sainte-Lucie Saint-Vincent-et-les-Grenadines Dominique Grenade Bermudes | Site : Saint John's Saint-Christophe-et-Niévès Anguilla Antigua-et-Barbuda Montserrat Îles Vierges britanniques |

#### Groupe A
| No | Équipe                          | Points | Matches | Matches | Points | Points | Points | Sets | Sets   | Sets  |
| No | Équipe                          | Points | gagnés  | perdus  | pour   | contre | Ratio  | pour | contre | Ratio |
| -- | ------------------------------- | ------ | ------- | ------- | ------ | ------ | ------ | ---- | ------ | ----- |
| 1  | Sainte-Lucie                    | 8      | 4       | 0       | 306    | 219    | 1.397  | 12   | 0      | MAX   |
| 2  | Dominique                       | 7      | 3       | 1       | 295    | 248    | 1.190  | 9    | 3      | 3.000 |
| 3  | Saint-Vincent-et-les-Grenadines | 6      | 2       | 2       | 283    | 265    | 1.068  | 6    | 7      | 0.857 |
| 4  | Bermudes                        | 5      | 1       | 3       | 241    | 305    | 0.790  | 4    | 9      | 0.444 |
| 5  | Grenade                         | 4      | 0       | 4       | 212    | 300    | 0.707  | 0    | 12     | 0,000 |

#### Groupe B
| No | Équipe                     | Points | Matches | Matches | Points | Points | Points | Sets | Sets   | Sets  |
| No | Équipe                     | Points | gagnés  | perdus  | pour   | contre | Ratio  | pour | contre | Ratio |
| -- | -------------------------- | ------ | ------- | ------- | ------ | ------ | ------ | ---- | ------ | ----- |
| 1  | Antigua-et-Barbuda         | 8      | 4       | 0       | 352    | 287    | 1,226  | 12   | 3      | 4,000 |
| 2  | Saint-Christophe-et-Niévès | 7      | 3       | 1       | 332    | 248    | 1,339  | 9    | 5      | 1,800 |
| 3  | Anguilla                   | 6      | 2       | 2       | 377    | 358    | 1,053  | 10   | 8      | 1,250 |
| 4  | Îles Vierges britanniques  | 5      | 1       | 3       | 300    | 318    | 0,943  | 6    | 9      | 0,667 |
| 5  | Montserrat                 | 4      | 0       | 4       | 150    | 300    | 0,500  | 0    | 12     | 0,000 |

### Deuxième tour
| Groupe C | Groupe D                                                                                                 | Groupe E                                                                      |
| --- | --- | ----------------------------------------------------------------------------- |
| Site : Port-d'Espagne Poule A : Trinité-et-Tobago Aruba Îles Vierges des États-Unis Poule B : Suriname Antilles néerlandaises Antigua-et-Barbuda (1er groupe B) | Site : Kingston Poule A : Haïti Jamaïque Îles Caïmans Poule B : Mexique Bahamas Sainte-Lucie1er groupe A | Site : Managua Panama Guatemala Costa Rica Salvador Nicaragua Honduras Belize |

#### Groupe C

##### Poule A
| No | Équipe                      | Points | Matches | Matches | Points | Points | Points | Sets | Sets   | Sets  |
| No | Équipe                      | Points | gagnés  | perdus  | pour   | contre | Ratio  | pour | contre | Ratio |
| -- | --------------------------- | ------ | ------- | ------- | ------ | ------ | ------ | ---- | ------ | ----- |
| 1  | Trinité-et-Tobago           | 4      | 2       | 0       | 177    | 141    | 1.255  | 6    | 2      | 3.000 |
| 2  | Îles Vierges des États-Unis | 3      | 1       | 1       | 192    | 190    | 1.011  | 5    | 4      | 1.250 |
| 3  | Aruba                       | 2      | 0       | 2       | 135    | 173    | 0.780  | 1    | 6      | 0.167 |

##### Poule B
| No | Équipe                 | Points | Matches | Matches | Points | Points | Points | Sets | Sets   | Sets  |
| No | Équipe                 | Points | gagnés  | perdus  | pour   | contre | Ratio  | pour | contre | Ratio |
| -- | ---------------------- | ------ | ------- | ------- | ------ | ------ | ------ | ---- | ------ | ----- |
| 1  | Antilles néerlandaises | 4      | 2       | 0       | 151    | 114    | 1.325  | 6    | 0      | MAX   |
| 2  | Suriname               | 3      | 1       | 1       | 148    | 127    | 1.165  | 3    | 3      | 1.000 |
| 3  | Antigua-et-Barbuda     | 2      | 0       | 2       | 97     | 155    | 0.626  | 0    | 6      | 0.000 |

##### Phase Finale

###### Place 1 à 4
|  | Demi-finales                             | Demi-finales                       |                        |   | Finale                             | Finale                             |
|  | Demi-finales                             | Demi-finales                       |                        |   | Finale                             | Finale                             |
|  |                                          |                                    |                        |   |                                    |                                    |
|  | 05-06-09 (25-22 23-25 19-25 22-25)       | 05-06-09 (25-22 23-25 19-25 22-25) |                        |   | 06-06-09 (16-25 25-18 25-22 25-17) | 06-06-09 (16-25 25-18 25-22 25-17) |
|  | 05-06-09 (25-22 23-25 19-25 22-25)       | 05-06-09 (25-22 23-25 19-25 22-25) |                        |   | 06-06-09 (16-25 25-18 25-22 25-17) | 06-06-09 (16-25 25-18 25-22 25-17) |
|  | Trinité-et-Tobago                        | 1                                  |                        |   | 06-06-09 (16-25 25-18 25-22 25-17) | 06-06-09 (16-25 25-18 25-22 25-17) |
|  | Trinité-et-Tobago                        | 1                                  |                        |   | 06-06-09 (16-25 25-18 25-22 25-17) | 06-06-09 (16-25 25-18 25-22 25-17) |
|  | Suriname                                 | 3                                  |                        |   | 06-06-09 (16-25 25-18 25-22 25-17) | 06-06-09 (16-25 25-18 25-22 25-17) |
|  | Suriname                                 | 3                                  | Suriname               | 3 |                                    |                                    |
|  | 05-06-09 (25-23 23-25 16-25 26-24 17-15) |                                    | Suriname               | 3 |                                    |                                    |
|  |                                          | Îles Vierges des États-Unis        | 1                      |   |                                    |                                    |
|  | Îles Vierges des États-Unis              | Îles Vierges des États-Unis        | 1                      | 3 |                                    |                                    |
|  | Îles Vierges des États-Unis              |                                    |                        | 3 |                                    |                                    |
|  | Antilles néerlandaises                   | 2                                  |                        |   |                                    |                                    |
|  | Antilles néerlandaises                   | 2                                  | Match pour la 3e place |   |                                    |                                    |
|  |                                          |                                    |                        |   |                                    |                                    |
|  | 06-06-09 (25-18 25-22 25-15)             |                                    |                        |   |                                    |                                    |
|  |                                          |                                    |                        |   |                                    |                                    |
|  | Trinité-et-Tobago                        | 3                                  |                        |   |                                    |                                    |
|  | Trinité-et-Tobago                        | 3                                  |                        |   |                                    |                                    |
|  | Antilles néerlandaises                   | 0                                  |                        |   |                                    |                                    |
|  | Antilles néerlandaises                   | 0                                  |                        |   |                                    |                                    |

#### Groupe D

##### Poule A
| No | Équipe       | Points | Matches | Matches | Points | Points | Points | Sets | Sets   | Sets  |
| No | Équipe       | Points | gagnés  | perdus  | pour   | contre | Ratio  | pour | contre | Ratio |
| -- | ------------ | ------ | ------- | ------- | ------ | ------ | ------ | ---- | ------ | ----- |
| 1  | Jamaïque     | 4      | 2       | 0       | 150    | 108    | 1.389  | 6    | 0      | MAX   |
| 2  | Haïti        | 3      | 1       | 1       | 134    | 125    | 1.072  | 3    | 3      | 1.000 |
| 3  | Îles Caïmans | 2      | 0       | 2       | 99     | 150    | 0.660  | 0    | 6      | 0,000 |

##### Poule B
| No | Équipe       | Points | Matches | Matches | Points | Points | Points | Sets | Sets   | Sets  |
| No | Équipe       | Points | gagnés  | perdus  | pour   | contre | Ratio  | pour | contre | Ratio |
| -- | ------------ | ------ | ------- | ------- | ------ | ------ | ------ | ---- | ------ | ----- |
| 1  | Mexique      | 4      | 2       | 0       | 150    | 99     | 1.515  | 6    | 0      | MAX   |
| 2  | Bahamas      | 3      | 1       | 1       | 158    | 176    | 0.898  | 3    | 5      | 0.600 |
| 3  | Sainte-Lucie | 2      | 0       | 2       | 151    | 184    | 0.821  | 2    | 6      | 0.333 |

##### Phase Finale

###### Place 1 à 4
|  | Demi-finales                       | Demi-finales                       |                        |   | Finale                       | Finale                       |
|  | Demi-finales                       | Demi-finales                       |                        |   | Finale                       | Finale                       |
|  |                                    |                                    |                        |   |                              |                              |
|  | 23-05-09 (25-19 18-25 22-25 22-25) | 23-05-09 (25-19 18-25 22-25 22-25) |                        |   | 24-05-09 (13-25 14-25 16-25) | 24-05-09 (13-25 14-25 16-25) |
|  | 23-05-09 (25-19 18-25 22-25 22-25) | 23-05-09 (25-19 18-25 22-25 22-25) |                        |   | 24-05-09 (13-25 14-25 16-25) | 24-05-09 (13-25 14-25 16-25) |
|  | Jamaïque                           | 1                                  |                        |   | 24-05-09 (13-25 14-25 16-25) | 24-05-09 (13-25 14-25 16-25) |
|  | Jamaïque                           | 1                                  |                        |   | 24-05-09 (13-25 14-25 16-25) | 24-05-09 (13-25 14-25 16-25) |
|  | Bahamas                            | 3                                  |                        |   | 24-05-09 (13-25 14-25 16-25) | 24-05-09 (13-25 14-25 16-25) |
|  | Bahamas                            | 3                                  | Bahamas                | 0 |                              |                              |
|  | 23-05-09 (25-16 25-16 25-20)       |                                    | Bahamas                | 0 |                              |                              |
|  |                                    | Mexique                            | 3                      |   |                              |                              |
|  | Mexique                            | Mexique                            | 3                      | 3 |                              |                              |
|  | Mexique                            |                                    |                        | 3 |                              |                              |
|  | Haïti                              | 0                                  |                        |   |                              |                              |
|  | Haïti                              | 0                                  | Match pour la 3e place |   |                              |                              |
|  |                                    |                                    |                        |   |                              |                              |
|  | 24-05-09 (25-22 25-23 22-25 25-18) |                                    |                        |   |                              |                              |
|  |                                    |                                    |                        |   |                              |                              |
|  | Jamaïque                           | 3                                  |                        |   |                              |                              |
|  | Jamaïque                           | 3                                  |                        |   |                              |                              |
|  | Haïti                              | 1                                  |                        |   |                              |                              |
|  | Haïti                              | 1                                  |                        |   |                              |                              |

#### Groupe E
| No | Équipe     | Points | Matches | Matches | Points | Points | Points | Sets | Sets   | Sets  |
| No | Équipe     | Points | gagnés  | perdus  | pour   | contre | Ratio  | pour | contre | Ratio |
| -- | ---------- | ------ | ------- | ------- | ------ | ------ | ------ | ---- | ------ | ----- |
| 1  | Panama     | 11     | 5       | 1       | 583    | 536    | 1.088  | 17   | 9      | 1.889 |
| 2  | Guatemala  | 11     | 5       | 1       | 564    | 532    | 1.060  | 15   | 9      | 1.667 |
| 3  | Costa Rica | 10     | 4       | 2       | 514    | 465    | 1.105  | 16   | 7      | 2.286 |
| 4  | Salvador   | 10     | 4       | 2       | 639    | 597    | 1.070  | 16   | 13     | 1.231 |
| 5  | Nicaragua  | 8      | 2       | 4       | 546    | 547    | 0.998  | 12   | 13     | 0.923 |
| 6  | Honduras   | 7      | 1       | 5       | 409    | 476    | 0.859  | 5    | 15     | 0.333 |
| 7  | Belize     | 6      | 0       | 6       | 410    | 512    | 0.801  | 3    | 18     | 0.167 |

### Troisième tour
| Groupe F                                                                                      | Groupe G                                                                                          | Groupe H                                                                   |
| --------------------------------------------------------------------------------------------- | ------------------------------------------------------------------------------------------------- | -------------------------------------------------------------------------- |
| Site : Irvine États-Unis République dominicaine Panama (1er groupe E) Guatemala (2e groupe E) | Site : Caguas Porto Rico Barbade Mexique (1er groupe D) Îles Vierges des États-Unis (2e groupe C) | Site : La Havane Cuba Canada Suriname (1er groupe C) Bahamas (2e groupe D) |

#### Groupe F
| No | Équipe                 | Points | Matches | Matches | Points | Points | Points | Sets | Sets   | Sets  |
| No | Équipe                 | Points | gagnés  | perdus  | pour   | contre | Ratio  | pour | contre | Ratio |
| -- | ---------------------- | ------ | ------- | ------- | ------ | ------ | ------ | ---- | ------ | ----- |
| 1  | États-Unis             | 6      | 3       | 0       | 225    | 111    | 2,027  | 9    | 0      | MAX   |
| 2  | République dominicaine | 5      | 2       | 1       | 202    | 199    | 1,015  | 6    | 3      | 2,000 |
| 3  | Panama                 | 4      | 1       | 2       | 173    | 202    | 0,856  | 3    | 6      | 0,500 |
| 4  | Guatemala              | 3      | 0       | 3       | 139    | 227    | 0,612  | 0    | 9      | 0,000 |

#### Groupe G
| No | Équipe                      | Points | Matches | Matches | Points | Points | Points | Sets | Sets   | Sets  |
| No | Équipe                      | Points | gagnés  | perdus  | pour   | contre | Ratio  | pour | contre | Ratio |
| -- | --------------------------- | ------ | ------- | ------- | ------ | ------ | ------ | ---- | ------ | ----- |
| 1  | Porto Rico                  | 6      | 3       | 0       | 262    | 164    | 1.598  | 9    | 2      | 4.500 |
| 2  | Mexique                     | 5      | 2       | 1       | 240    | 216    | 1.111  | 8    | 3      | 2.667 |
| 3  | Barbade                     | 4      | 1       | 2       | 159    | 212    | 0.750  | 3    | 6      | 0.500 |
| 4  | Îles Vierges des États-Unis | 3      | 0       | 3       | 156    | 225    | 0.693  | 0    | 9      | 0.000 |

#### Groupe H
| No | Équipe   | Points | Matches | Matches | Points | Points | Points | Sets | Sets   | Sets  |
| No | Équipe   | Points | gagnés  | perdus  | pour   | contre | Ratio  | pour | contre | Ratio |
| -- | -------- | ------ | ------- | ------- | ------ | ------ | ------ | ---- | ------ | ----- |
| 1  | Cuba     | 6      | 3       | 0       | 226    | 135    | 1,674  | 9    | 0      | MAX   |
| 2  | Canada   | 5      | 2       | 1       | 214    | 168    | 1,274  | 6    | 3      | 2,000 |
| 3  | Bahamas  | 4      | 1       | 2       | 188    | 243    | 0,774  | 3    | 8      | 0,375 |
| 4  | Suriname | 3      | 0       | 3       | 171    | 253    | 0,676  | 2    | 9      | 0,222 |

### Playoff
| Groupe I                                                        |
| Site : Guadalajara République dominicaine Mexique Canada Panama |

| No | Équipe                 | Points | Matches | Matches | Points | Points | Points | Sets | Sets   | Sets  |
| No | Équipe                 | Points | gagnés  | perdus  | pour   | contre | Ratio  | pour | contre | Ratio |
| -- | ---------------------- | ------ | ------- | ------- | ------ | ------ | ------ | ---- | ------ | ----- |
| 1  | Canada                 | 6      | 3       | 0       | 225    | 151    | 1,490  | 9    | 0      | MAX   |
| 2  | Mexique                | 5      | 2       | 1       | 234    | 224    | 1,045  | 6    | 5      | 1,200 |
| 3  | République dominicaine | 4      | 1       | 2       | 231    | 234    | 0,987  | 5    | 6      | 0,833 |
| 4  | Panama                 | 3      | 0       | 3       | 144    | 225    | 0,640  | 0    | 9      | 0,000 |

### Équipes qualifiées
- États-Unis
- Porto Rico
- Cuba
- Canada
- Mexique

## Zone Amérique du Sud

### Troisième tour
| Groupe A                                         | Groupe B                                           |
| ------------------------------------------------ | -------------------------------------------------- |
| Site : San Luis Argentine Chili Colombie Bolivie | Site : Guárico Venezuela Paraguay Uruguay Équateur |

#### Groupe A
| No | Équipe    | Points | Matches | Matches | Points | Points | Points | Sets | Sets   | Sets  |
| No | Équipe    | Points | gagnés  | perdus  | pour   | contre | Ratio  | pour | contre | Ratio |
| -- | --------- | ------ | ------- | ------- | ------ | ------ | ------ | ---- | ------ | ----- |
| 1  | Argentine | 6      | 3       | 0       | 225    | 147    | 1,531  | 9    | 0      | MAX   |
| 2  | Colombie  | 5      | 2       | 1       | 234    | 234    | 1,000  | 6    | 5      | 1,200 |
| 3  | Chili     | 4      | 1       | 2       | 263    | 278    | 0,946  | 5    | 8      | 0,625 |
| 4  | Bolivie   | 3      | 0       | 3       | 195    | 258    | 0,756  | 2    | 9      | 0,222 |

L'Argentine est qualifiée pour la phase finale du Championnat du Monde 2010 en Italie.

#### Groupe B
| No | Équipe    | Points | Matches | Matches | Points | Points | Points | Sets | Sets   | Sets  |
| No | Équipe    | Points | gagnés  | perdus  | pour   | contre | Ratio  | pour | contre | Ratio |
| -- | --------- | ------ | ------- | ------- | ------ | ------ | ------ | ---- | ------ | ----- |
| 1  | Venezuela | 6      | 3       | 0       | 225    | 133    | 1,692  | 9    | 0      | MAX   |
| 2  | Paraguay  | 5      | 2       | 1       | 234    | 246    | 0,951  | 6    | 5      | 1,200 |
| 3  | Uruguay   | 4      | 1       | 2       | 207    | 236    | 0,877  | 4    | 6      | 0,667 |
| 4  | Équateur  | 3      | 0       | 3       | 197    | 248    | 0,794  | 1    | 9      | 0,111 |

Le Venezuela est qualifié pour la phase finale du Championnat du Monde 2010 en Italie.

### Équipes qualifiées
- Brésil (tenant du titre)
- 1er groupe A :  Argentine
- 1er groupe B :  Venezuela

## Zone Europe

### Premier tour
| Groupe A                                                                        | Groupe B                                                            | Groupe C                                                                   | Groupe D                                                                         |
| ------------------------------------------------------------------------------- | ------------------------------------------------------------------- | -------------------------------------------------------------------------- | -------------------------------------------------------------------------------- |
| Site : Sheffield, English Institute of Sport Grande-Bretagne Biélorussie Israël | Site : Riga, Olympic Sport Centre Sport Hall Lettonie Suède Norvège | Site : Vienne Budocenter Wien Autriche Hongrie Roumanie Bosnie-Herzégovine | Site : Guba, Olympic and Leisure Complex Azerbaïdjan Albanie Moldavie Monténégro |

#### Groupe A
| No | Équipe          | Points | Matches | Matches | Points | Points | Points | Sets | Sets   | Sets  |
| No | Équipe          | Points | gagnés  | perdus  | pour   | contre | Ratio  | pour | contre | Ratio |
| -- | --------------- | ------ | ------- | ------- | ------ | ------ | ------ | ---- | ------ | ----- |
| 1  | Biélorussie     | 4      | 2       | 0       | 195    | 190    | 1.026  | 6    | 3      | 2.000 |
| 2  | Israël          | 3      | 1       | 1       | 199    | 182    | 1.093  | 5    | 4      | 1.250 |
| 3  | Grande-Bretagne | 2      | 0       | 2       | 162    | 184    | 0.880  | 2    | 6      | 0.333 |

#### Groupe B
| No | Équipe   | Points | Matches | Matches | Points | Points | Points | Sets | Sets   | Sets  |
| No | Équipe   | Points | gagnés  | perdus  | pour   | contre | Ratio  | pour | contre | Ratio |
| -- | -------- | ------ | ------- | ------- | ------ | ------ | ------ | ---- | ------ | ----- |
| 1  | Lettonie | 3      | 1       | 1       | 185    | 158    | 1.171  | 5    | 3      | 1.667 |
| 2  | Suède    | 3      | 1       | 1       | 177    | 186    | 0.952  | 3    | 5      | 0.600 |
| 3  | Norvège  | 3      | 1       | 1       | 125    | 143    | 0.874  | 3    | 3      | 1.000 |

#### Groupe C
| No | Équipe             | Points | Matches | Matches | Points | Points | Points | Sets | Sets   | Sets  |
| No | Équipe             | Points | gagnés  | perdus  | pour   | contre | Ratio  | pour | contre | Ratio |
| -- | ------------------ | ------ | ------- | ------- | ------ | ------ | ------ | ---- | ------ | ----- |
| 1  | Roumanie           | 6      | 3       | 0       | 261    | 231    | 1.130  | 9    | 2      | 4.500 |
| 2  | Autriche           | 5      | 2       | 1       | 218    | 200    | 1.090  | 6    | 3      | 2.000 |
| 3  | Bosnie-Herzégovine | 4      | 1       | 2       | 230    | 248    | 0.927  | 3    | 8      | 0.375 |
| 4  | Hongrie            | 3      | 0       | 3       | 263    | 293    | 0.898  | 4    | 9      | 0.444 |

#### Groupe D
| No | Équipe      | Points | Matches | Matches | Points | Points | Points | Sets | Sets   | Sets  |
| No | Équipe      | Points | gagnés  | perdus  | pour   | contre | Ratio  | pour | contre | Ratio |
| -- | ----------- | ------ | ------- | ------- | ------ | ------ | ------ | ---- | ------ | ----- |
| 1  | Monténégro  | 6      | 3       | 0       | 225    | 134    | 1.679  | 9    | 0      | MAX   |
| 2  | Albanie     | 5      | 2       | 1       | 216    | 227    | 0.952  | 6    | 4      | 1.500 |
| 3  | Moldavie    | 4      | 1       | 2       | 243    | 262    | 0.927  | 4    | 8      | 0.500 |
| 4  | Azerbaïdjan | 3      | 0       | 3       | 204    | 265    | 0.770  | 2    | 9      | 0.222 |

### Deuxième tour
| Groupe E                                                                           | Groupe F                                                                                      | Groupe G | Groupe H                                                                                    |
| ---------------------------------------------------------------------------------- | --------------------------------------------------------------------------------------------- | --- | ------------------------------------------------------------------------------------------- |
| Site : Propad, Arena Poprad Allemagne Slovaquie Croatie Biélorussie (1er groupe A) | Site : Rotterdam, Rotterdam Topsport Centrum Pays-Bas Turquie Estonie Lettonie (1er groupe B) | Site : Povoa de Varzim, Pavilhao Desportivo Municipal Grèce Portugal Slovénie Danemark Roumanie (1er groupe C) | Site : Liberec, Tipsport Arena Tchéquie Finlande Ukraine Belgique Monténégro (1er groupe D) |

#### Groupe E
| No | Équipe      | Points | Matches | Matches | Points | Points | Points | Sets | Sets   | Sets  |
| No | Équipe      | Points | gagnés  | perdus  | pour   | contre | Ratio  | pour | contre | Ratio |
| -- | ----------- | ------ | ------- | ------- | ------ | ------ | ------ | ---- | ------ | ----- |
| 1  | Slovaquie   | 6      | 3       | 0       | 312    | 293    | 1.065  | 9    | 5      | 1.800 |
| 2  | Allemagne   | 5      | 2       | 1       | 259    | 217    | 1.194  | 8    | 3      | 2.667 |
| 3  | Biélorussie | 4      | 1       | 2       | 263    | 282    | 0.933  | 5    | 7      | 0.714 |
| 4  | Croatie     | 3      | 0       | 3       | 223    | 265    | 0.842  | 2    | 9      | 0.222 |

#### Groupe F
| No | Équipe   | Points | Matches | Matches | Points | Points | Points | Sets | Sets   | Sets  |
| No | Équipe   | Points | gagnés  | perdus  | pour   | contre | Ratio  | pour | contre | Ratio |
| -- | -------- | ------ | ------- | ------- | ------ | ------ | ------ | ---- | ------ | ----- |
| 1  | Pays-Bas | 6      | 3       | 0       | 275    | 241    | 1.141  | 9    | 3      | 3.000 |
| 2  | Estonie  | 4      | 1       | 2       | 249    | 246    | 1.012  | 5    | 6      | 0.833 |
| 3  | Turquie  | 4      | 1       | 2       | 295    | 307    | 0.961  | 6    | 8      | 0.750 |
| 4  | Lettonie | 4      | 1       | 2       | 235    | 260    | 0.904  | 4    | 7      | 0.571 |

#### Groupe G
| No | Équipe   | Points | Matches | Matches | Points | Points | Points | Sets | Sets   | Sets  |
| No | Équipe   | Points | gagnés  | perdus  | pour   | contre | Ratio  | pour | contre | Ratio |
| -- | -------- | ------ | ------- | ------- | ------ | ------ | ------ | ---- | ------ | ----- |
| 1  | Portugal | 7      | 3       | 1       | 329    | 290    | 1.134  | 9    | 5      | 1.800 |
| 2  | Roumanie | 7      | 3       | 1       | 362    | 329    | 1.100  | 11   | 5      | 2.200 |
| 3  | Slovénie | 6      | 2       | 2       | 351    | 342    | 1.026  | 9    | 7      | 1.286 |
| 4  | Grèce    | 6      | 2       | 2       | 363    | 366    | 0.992  | 8    | 8      | 1.000 |
| 5  | Danemark | 4      | 0       | 4       | 223    | 301    | 0.741  | 0    | 12     | 0,000 |

#### Groupe H
| No | Équipe     | Points | Matches | Matches | Points | Points | Points | Sets | Sets   | Sets  |
| No | Équipe     | Points | gagnés  | perdus  | pour   | contre | Ratio  | pour | contre | Ratio |
| -- | ---------- | ------ | ------- | ------- | ------ | ------ | ------ | ---- | ------ | ----- |
| 1  | Finlande   | 7      | 3       | 1       | 325    | 292    | 1.113  | 10   | 3      | 3.333 |
| 2  | Tchéquie   | 7      | 3       | 1       | 427    | 414    | 1.031  | 11   | 7      | 1.571 |
| 3  | Belgique   | 6      | 2       | 2       | 340    | 337    | 1.009  | 8    | 6      | 1.333 |
| 4  | Ukraine    | 5      | 1       | 3       | 326    | 340    | 0.959  | 4    | 11     | 0.364 |
| 5  | Monténégro | 5      | 1       | 3       | 314    | 349    | 0.900  | 4    | 10     | 0.400 |

### Troisième tour
| Groupe I                                                                                     | Groupe J                                                                                     | Groupe K                                                                     | Groupe L                                                                      |
| -------------------------------------------------------------------------------------------- | -------------------------------------------------------------------------------------------- | ---------------------------------------------------------------------------- | ----------------------------------------------------------------------------- |
| Site : Tampere Russie Finlande (1er groupe H) Allemagne (2e groupe E) Belgique (3e groupe H) | Site : Varna Bulgarie Portugal (1er groupe G) Pays-Bas (1er groupe F) Tchéquie (2e groupe H) | Site : Gdynia Pologne France Slovaquie (1er groupe E) Slovénie (3e groupe G) | Site : Kragujevac Espagne Serbie Estonie (2e groupe F) Roumanie (2e groupe G) |

#### Groupe I
| No | Équipe    | Points | Matches | Matches | Points | Points | Points | Sets | Sets   | Sets  |
| No | Équipe    | Points | gagnés  | perdus  | pour   | contre | Ratio  | pour | contre | Ratio |
| -- | --------- | ------ | ------- | ------- | ------ | ------ | ------ | ---- | ------ | ----- |
| 1  | Russie    | 6      | 3       | 0       | 244    | 200    | 1,220  | 9    | 1      | 9,000 |
| 2  | Allemagne | 5      | 2       | 1       | 257    | 245    | 1,049  | 7    | 4      | 1,750 |
| 3  | Finlande  | 4      | 1       | 2       | 271    | 281    | 0,964  | 4    | 8      | 0,500 |
| 4  | Belgique  | 3      | 0       | 3       | 219    | 265    | 0,826  | 2    | 9      | 0,222 |

La Russie et l'Allemagne sont qualifiées pour la phase finale du Championnat du Monde 2010 en Italie.

#### Groupe J
| No | Équipe   | Points | Matches | Matches | Points | Points | Points | Sets | Sets   | Sets  |
| No | Équipe   | Points | gagnés  | perdus  | pour   | contre | Ratio  | pour | contre | Ratio |
| -- | -------- | ------ | ------- | ------- | ------ | ------ | ------ | ---- | ------ | ----- |
| 1  | Bulgarie | 6      | 3       | 0       | 249    | 195    | 1,277  | 9    | 1      | 9,000 |
| 2  | Tchéquie | 5      | 2       | 1       | 249    | 243    | 1,025  | 6    | 6      | 1,000 |
| 3  | Pays-Bas | 4      | 1       | 2       | 240    | 264    | 0,909  | 5    | 6      | 0,833 |
| 4  | Portugal | 3      | 0       | 3       | 216    | 252    | 0,857  | 2    | 9      | 0,222 |

La Bulgarie et la République Tchèque sont qualifiées pour la phase finale du Championnat du Monde 2010 en Italie.

#### Groupe K
| No | Équipe    | Points | Matches | Matches | Points | Points | Points | Sets | Sets   | Sets  |
| No | Équipe    | Points | gagnés  | perdus  | pour   | contre | Ratio  | pour | contre | Ratio |
| -- | --------- | ------ | ------- | ------- | ------ | ------ | ------ | ---- | ------ | ----- |
| 1  | Pologne   | 6      | 3       | 0       | 251    | 192    | 1,307  | 9    | 1      | 9,000 |
| 2  | France    | 5      | 2       | 1       | 251    | 241    | 1,041  | 6    | 5      | 1,200 |
| 3  | Slovaquie | 4      | 1       | 2       | 273    | 304    | 0,898  | 5    | 8      | 0,625 |
| 4  | Slovénie  | 3      | 0       | 3       | 243    | 281    | 0,865  | 3    | 9      | 0,333 |

La Pologne et la France sont qualifiées pour la phase finale du Championnat du Monde 2010 en Italie.

#### Groupe L
| No | Équipe   | Points | Matches | Matches | Points | Points | Points | Sets | Sets   | Sets  |
| No | Équipe   | Points | gagnés  | perdus  | pour   | contre | Ratio  | pour | contre | Ratio |
| -- | -------- | ------ | ------- | ------- | ------ | ------ | ------ | ---- | ------ | ----- |
| 1  | Serbie   | 6      | 3       | 0       | 269    | 217    | 1,240  | 9    | 2      | 4,500 |
| 2  | Espagne  | 5      | 2       | 1       | 290    | 269    | 1,039  | 7    | 6      | 1,167 |
| 3  | Roumanie | 4      | 1       | 2       | 287    | 298    | 0,963  | 6    | 7      | 0,857 |
| 4  | Estonie  | 3      | 0       | 3       | 227    | 279    | 0,814  | 2    | 9      | 0,222 |

La Serbie et l'Espagne sont qualifiées pour la phase finale du Championnat du Monde 2010 en Italie.

### Équipes qualifiées
- Italie (pays organisateur)
- Russie
- Bulgarie
- Pologne
- Serbie
- Allemagne
- Tchéquie
- France
- Espagne